# Helmut Kramer (Theologe)
Helmut Kramer (* 7. Juli 1910 in Manchester, England; † 6. Mai 2011 in Stuttgart) war ein deutscher evangelisch-lutherischer Pfarrer, Kirchenrat und Autor religionspädagogischer Bücher.

## Leben und Wirken
Helmut Kramer stammt aus der Familie eines evangelischen Pfarrers. Nachdem er seine Hochschulreife erlangt hatte, studierte er Evangelische Theologie in Halle und Tübingen. In Tübingen wurde er Mitglied der Tübinger Burschenschaft Derendingia. Nach seiner Vorbereitungszeit im Vikariat wurde er am  23. Februar 1937 zum Pfarrer ordiniert. Nach einigen Jahrzehnten Dienst als Gemeindepfarrer wurde er am 1. Februar 1964 als Superintendent von Gotha berufen. 1976 ging er in den Ruhestand und wurde zum Kirchenrat ernannt.
Kramer arbeitete viele Jahre im Weimarer Arbeitskreis, der die Annäherung an den SED-Staat organisierte und gezielt von einer Führungsgruppe von inoffiziellen Mitarbeitern der DDR-Staatssicherheit beeinflusst wurde. Kramer war Sprecher seines Leiterkreises.
Kramer war Mitglied der Christlichen Friedenskonferenz, an deren I. und II. Allchristlichen Friedensversammlung er 1961 bzw. 1964 in Prag teilnahm.
Zusammen mit Walter Grundmann gab er mehrere Lehrbücher zur katechetischen Arbeit mit Kindern und Jugendlichen heraus.

## Werke
- Auf daß ich sein eigen sei, Berlin : Evangelische Verl. Anst., 1963
- Auf daß ich sein eigen sei, Stuttgart : Klotz, 1963
- Du gehörst Gott : Handbuch für den Katechismusunterricht nach Martin Luthers Kleinem Katechismus / Unter Mitarb. von ... hrsg. von Walter Grundmann u. Helmut Kramer, Berlin. (T. 1.). 1. – 3. Hauptstück, 1960; (T. 2.). 4. und 5. Hauptstück, Lehrstück vom Amt der Schlüssel und von der Beichte: Evang. Verl.-Anst. Berlin 1961